# 阿尔德雷乌
阿尔德雷乌是葡萄牙布拉加区的一个堂区。总面积3.58平方公里，总人口855人，人口密度238.8人/平方公里。